# アレクサンドリアのメネラウス
アレクサンドリアのメネラウス ([ˌmɛnɪˈleɪəs]; ギリシャ語: Μενέλαος ὁ Ἀλεξανδρεύς, Menelaos ho Alexandreus; 70年 – 140年ごろ）は、古代ギリシアの数学者、天文学者。曲面上の測地線を自然における直線の類似物として初めて認識した。

## 生涯・業績

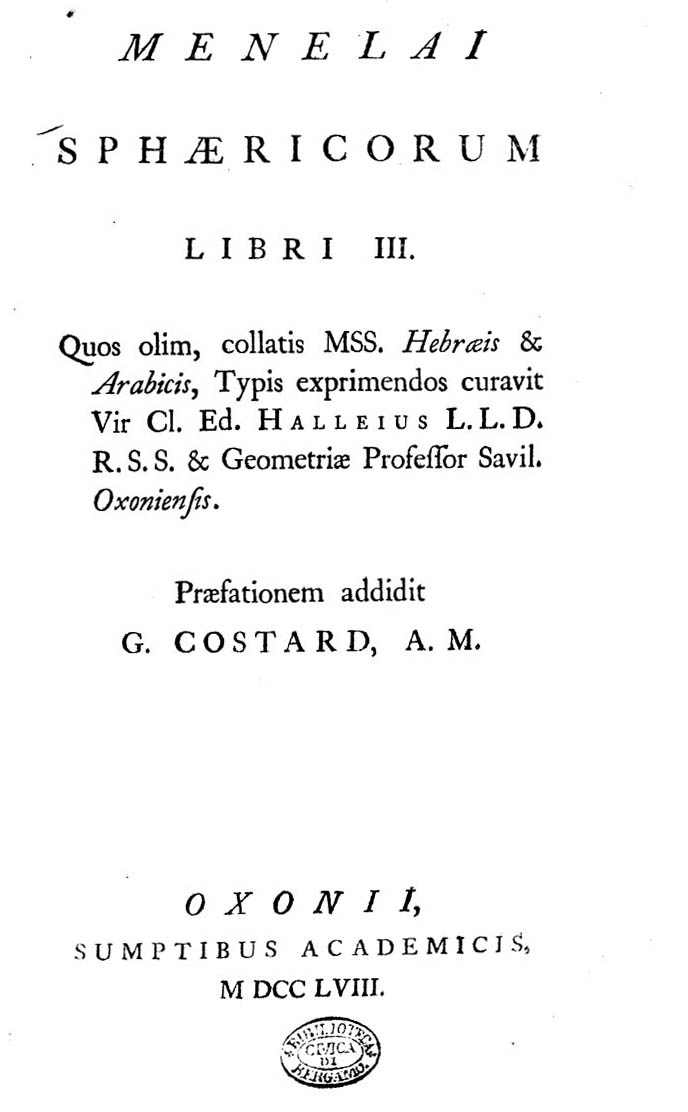
Sphaericorum libri tres

メネラウスの生涯についてはほとんど知られていないが、ローマに住んでいたと考えられており、おそらく青年期はアレクサンドリアで過ごした後ローマに引っ越したとされる。アレキサンドリアのパップスとプロクロスから「アレクサンドリアのメネラウス」と呼ばれている。ルキウスとの会話はプルタルコスにより記録されている。
プトレマイオス（西暦2世紀）は自身の著作『アルマゲスト』(VII.3)の中で98年1月にメネラウスがローマで行った2つの天体観測についても言及している。これらは、数日隔てた、月によるスピカとさそり座ベータ星の掩蔽である。プトレマイオスはこれらの観察結果を使用して、紀元前2世紀にヒッパルコスにより発見された現象である分点の歳差運動を確認した。
Sphaericaはアラビア語の翻訳で唯一の現存した著作である。3つの本から構成されており、球の幾何学とその天文学の測定と計算における応用を扱っている。この本は、球面三角形（3つの大円弧で作られた図形で、彼は「三辺形」と名付けている）の概念を導入し、三角形の辺上の点の共線性に関するメネラウスの定理（それ以前に知られていた可能性はある）と球面三角形に対するその類似を証明した。これは後に16世紀の天文学者・数学者のFrancesco Maurolicoにより翻訳された。
月のクレーターであるメネラウスはこの人物にちなむ。

## 著作
いくつかの著作が現存している
- On the calculation of the chords in a circle 6つの本から構成される。
- Elements of geometry 3つの本から構成される。のちにサービト・イブン・クッラにより編集された。
- On the knowledge of the weights and distributions of different bodies
- 星表を書いた可能性もある。

## 注
1. ↑  Encyclopædia Britannica "Greek mathematician and astronomer who first conceived and defined a spherical triangle (a triangle formed by three arcs of great circles on the surface of a sphere)."